# God Forbid
God Forbid est un groupe de heavy metal américain, originaire d'East Brunswick, dans le New Jersey. Le groupe se sépare en août 2013, après le départ de Doc Coyle.
En 2022, le groupe annonce son retour pour une série de concerts. 

## Biographie
Popularisé lors de tournées à la fin des années 1990 aux côtés de groupes comme GWAR, Nile, Cradle of Filth et Candiria, le premier album de God Forbid, Reject the Sickness, est publié par le label 9 Volt Records en 1999. L'album est fréquemment diffusée par la chaîne de radio locale WSOU-FM dans la zone de New York et le groupe est ensuite signé avec Century Media Records, pour la publication de leur album Determination en 2001. Ils jouent lors de la tournée Headbangers Ball sur MTV2 avec Shadows Fall et Lamb of God. En 2004, ils publient Gone Forever, accompagné d'une performance à l'Ozzfest qui les aidera à mieux se faire connaître du public. L'année suivante, ils publient IV: Constitution of Treason, un album concept basé sur la fin du monde. Il s'agit de leur premier album à atteindre le classement Billboard 200 à la 118e place. En 2005 et 2006, ils jouent aux côtés de Trivium pendant leur tournée britannique avec Mendeed et Bloodsimple,. À la fin de 2006 et au début de 2007, ils participent au Chains of Humanity.
En 2007, To the Fallen Hero de God Forbid remporte le Independent Music Award dans la catégorie « meilleure chanson rock/heavy metal ». Ils publient un DVD le 10 juin 2008, et leur quatrième album, Earthsblood, est publié le 24 février 2009, qui atteint la 110e place du Billboard 200. God Forbid part en tournée américaine et canadienne lors du No Fear Energy Music Tour avec Lamb of God, notamment, en avril. En mars 2009, Dallas Coyle quitte le groupe. Il est remplacé à la tournée suivante par l'ancien guitariste de Darkest Hour, Kris Norris. Il est plus tard remplacé par Matt Wicklund. En juillet 2009, God Forbid participe au Rockstar Mayhem Festival avec Trivium, Bullet for My Valentine, Cannibal Corpse, All That Remains, Slayer, et Marilyn Manson, entre autres.
En avril 2010, le groupe annonce l'écriture d'un nouvel album. Le nouvel album est intitulé Equilibrium et publié le 26 mars 2012. Entre le 13 juillet et le 28 août 2012, God Forbid prend part au Trespass America Festival de Metal Hammer avec Five Finger Death Punch, Battlecross, Emmure, Pop Evil, Trivium, et Killswitch Engage.
Le 16 août 2013, Doc Coyle annonce son départ de God Forbid, expliquant par la même occasion que le groupe s'est séparé,.
Le 14 mars 2022, God Forbid annonce son retour pour une série de concerts. Nick Hipa, anciennement du groupe As I Lay Dying, est confirmé par Doc Coyle comme le remplaçant sur scène de son frère Dallas Coyle .

## Membres

### Membres actuels
- Corey Pierce — batterie (1996–2013, 2022 - présent)
- Doc Coyle — guitare solo, chant (1996–2013, 2022 - présent)
- Byron Davis — chant (1997–2013, 2022 - présent)
- John « Beeker » Outcalt — basse (1997–2013, 2022 - présent)
- Nick Hipa -  guitare rythmique (2022 - présent) (uniquement en tournée)

### Anciens membres
- Matt Wicklund — guitare rythmique, chant (2009–2013)
- Dallas Coyle — guitare rythmique, chant (1996–2009)

## Discographie
- 1999 : Reject The Sickness
- 2001 : Determination
- 2004 : Gone Forever
- 2005 : IV - Constitution of Treason
- 2009 : Earthsblood
- 2012 : Equilibrium